# Metabolom
Metabolom se odnosi na kompletni set malih-molekulskih metabolita (kao što su intermedijeri, hormoni i drugi signalni molekuli, kao i sekundarni metaboliti) koji se može naći u biološkom uzorku, kao što je jednostavni organizam. Reč je skovana po analogiji sa transkriptomikom i proteomikom, kao što su transkriptom i proteom, metabolom je dinamičan, i menja se od sekunde do sekunde. Mada se metabolom može dovoljno jasno definisati, još uvek nije moguće analizirati celokupan opseg metabolita jednim analitičkim metodom. Januara 2007 naučnici sa Alberta univerziteta i Kalgari univerziteta su završili nacrt ljudskog metaboloma. Oni su kategorizovali i karakterizovali 2,500 metabolita, 1,200 lekova i 3,500 komponenti hrane koji se mogu naći u ljudskom telu.

## Literatura
- Harrigan, G. G. & Goodacre, R., ур. (2003). RMetabolic Profiling: Its Role in Biomarker Discovery and Gene Function Analysis. Kluwer Academic Publishers (Boston). xxx-xxx.

## Dodatna literatura
- Weckwerth W (2003). „Metabolomics in systems biology”. Annu Rev Plant Biol. 54: 669—89. PMID 14503007. doi:10.1146/annurev.arplant.54.031902.135014.
- Goodacre R, Vaidyanathan S, Dunn WB, Harrigan GG, Kell DB (2004). „Metabolomics by numbers: acquiring and understanding global metabolite data”. Trends Biotechnol. 22 (5): 245—52. PMID 15109811. doi:10.1016/j.tibtech.2004.03.007.
- Wishart DS, Tzur D, Knox C, Eisner R, Guo AC, Young N, Cheng D, Jewell K, Arndt D, Sawhney S, Fung C, Nikolai L, Lewis M, Coutouly MA, Forsythe I, Tang P, Shrivastava S, Jeroncic K, Stothard P, Amegbey G, Block D, Hau DD, Wagner J, Miniaci J, Clements M, Gebremedhin M, Guo N, Zhang Y, Duggan GE, MacInnis GD, Weljie AM, Dowlatabadi R, Bamforth F, Clive D, Greiner R, Li L, Marrie T, Sykes BD, Vogel HJ, Querengesser L (2007). „HMDB: The Human Metabolome Database”. Nucleic Acids Research. 35 (Database issue): D521—6. PMID 17202168. doi:10.1093/nar/gkl923.
- Wishart DS, Knox C, Guo AC, Eisner R, Young N, Gautam B, Hau DD, Psychogios N, Dong E, Bouatra S, Mandal R, Sinelnikov I, Xia J, Jia L, Cruz JA, Lim E, Sobsey CA, Shrivastava S, Huang P, Liu P, Fang L, Peng J, Fradette R, Cheng D, Tzur D, Clements M, Lewis A, De Souza A, Zuniga A, Dawe M, Xiong Y, Clive D, Greiner R, Nazyrova A, Shaykhutdinov R, Li L, Vogel HJ, Forsythe I (2009). „HMDB: a knowledgebase for the human metabolome”. Nucleic Acids Research. 37 (Database issue): D603—10. PMID 18953024. doi:10.1093/nar/gkn810.
- Nicholson JK, Holmes E, Lindon JC, Wilson ID (2004). „The challenges of modeling mammalian biocomplexity”. Nat. Biotechnol. 22 (10): 1268—74. PMID 15470467. doi:10.1038/nbt1015.. Stresses the role of intestinal microorganisms in contributing to the human metabolome.
- van der Greef J, Stroobant P, van der Heijden R (2004). „The role of analytical sciences in medical systems biology”. Curr Opin Chem Biol. 8 (5): 559—65. PMID 15450501. doi:10.1016/j.cbpa.2004.08.013.
  - Važnost analitičkih nauka za omike (-omics-) i sistemsku biologiju
- Kell DB (2004). „Metabolomics and systems biology: making sense of the soup”. Curr. Opin. Microbiol. 7 (3): 296—307. PMID 15196499. doi:10.1016/j.mib.2004.04.012.
- Dunn, W.B. and Ellis, D.I. (2005) Metabolomics: current analytical platforms and methodologies. Trends in Analytical Chemistry 24(4), 285-294.
- Ellis DI, Goodacre R (2006). „Metabolic fingerprinting in disease diagnosis: biomedical applications of infrared and Raman spectroscopy”. Analyst. 131 (8): 875—85. PMID 17028718. doi:10.1039/b602376m.
- Fiehn, Oliver; Kristal, Bruce; Ommen, Ben Van; Sumner, Lloyd W.; Sansone, Susanna-Assunta; Taylor, Chris; Hardy, Nigel; Kaddurah-Daouk, Rima (2006). „Establishing Reporting Standards for Metabolomic and Metabonomic Studies: A Call for Participation”. Omics: A Journal of Integrative Biology. 10 (2): 158—163. PMID 16901221. doi:10.1089/omi.2006.10.158.

## Spoljašnje veze
- Proteome.org
- Bioinformatika žurnal
- Projekat: Ljudski metabolom Архивирано на веб-сајту  (2. март 2010)
- baza podataka: Ljudski metabolom
- Biblioteka: Ljudski metaboliti
- Projekat: Ljudski serum metabolom (HUSERMET) Архивирано на веб-сајту  (17. мај 2014)
- Naučnici završili ljudski metabolom